# Лалла Аиша
Лалла Аиша (араб. للا عائشة‎; 7 июня 1930, Рабат, Марокко — 4 сентября 2011, там же) — принцесса Марокко, дочь короля Мухаммеда V и младшая сестра короля Хасана II.

## Биография
Училась в Парижском университете.
В 1953—1955 годы вместе с семьёй находилась в изгнании на острове Корсика.

### Личная жизнь
16 августа 1961 года вышла замуж за Мулая Хасана аль-Якуби, с которым развелась в 1972 году. Общие дети: Лалла Зубейда аль-Якуби и Лалла Нафиса аль-Якуби.

### Карьера
Состояла на дипломатической службе в качестве посла в США в 1965—1969 годах, в Греции в 1969—1970 годах и в Италии в 1970—1973 годах.
Являлась президентом марокканского отделения Международного комитета Красного Креста до 1969 года и почётным президентом Национального союза марокканских женщин в 1969—2011 годах.